# الغارية (بلدة)

الغارية (غارية شبيح): وهي إحدى قرى محافظة السويداء السورية. ويبلغ عدد سكانها تقريبا 10 آلاف نسمة. يعود تاريخ بعض بقايا الاوابد الموجودة إلى الآن في القرية إلى الحقبة الرومانية والعثمانية وبعض الحضارات العربية كالنبطية والغسانية وهي بقايا تدل على قدم القرية اشتهر اهلها الحاليين بزراعة بعض الاشجار المثمرة كالعنب والزيتون واللوزيات والمحاصيل الموسمية كالقمح والشعير وغيرها تبعد قرية الغارية عن السويداء مركز المحافظة 45كيلومتر وعن مدينة صلخد 14كيلومترتتوضع في منخفض ارضي بين مجموعة من التلال التي تحيط بها، وتفصلها عن وادي ينشأ من اثر الأمطاروالسيول شتاءوينضب صيفا ويمر باراضيها من الناحية الشرقية وادي العاقب الذي ينتهي داخل الأراضي الأردنية ويصب في حوض اليرموك وتبعد عن الشريط الحدودي الفاصل بين سورياوالاردن 10كيلو مترتتقدمها باتجاه الحدودالاردنية قرى المغير وخربة عواد وتقع شرقها باتجاه صلخد قرية عنز وجنوبا على الطريق المؤدية للقريا ثم السويداء قرية ام الرمان.
جو القرية معتدل صيفا بارد شتاء في القرية مجموعة من الخدمات قدمتها الدولة للمواطنين وهي مجموعة من المدارس ومستوصف ومقسم للهاتف الأرضي وابراج للهواتف النقالة ويبلغ ارتفاعها عن سطح البحر 1200م